# Люисова киселина
Люисовата киселина е химично съединение, което може да приема електронна двойка от Люисова база, която се проявява като донор. Гилбърт Люис предлага своята дефиниция, която се основава на Теорията на химичните връзки през 1923 г.

## История
Люис предлага през 1916 г. твърдението, че два атома се свързват чрез химична връзка чрез споделянето на електронна двойка. Когато всеки от атомите предоставя по един електрон връзката се нарича ковалентна връзка. Когато двата електрона са предоставени от единия атом връзката се нарича донорно-акцепторна връзка. Разликата не е ясно разграничена, както показва диаграмата вдясно; въпреки че амонячната молекула предоставя електронна двойка на водородния йон, еквивалентността на електроните във формиралия се амониев йон се нарушава. Въпреки това Люис предлага донора на електронна двойка да се квалифицира като база, а акцептора на електронна двойка да се нарича киселина.

Модерната дефиниция за Люисова киселина е атомна или молекулна частица, която има празна атомна или молекулна орбитала с малка енергия, която може да приеме електронна двойка, както е показано на орбитално молекулната диаграма вдясно. 

## Люисови киселини
Ето няколко реакции на получаване на Люисови киселини:
H+ + NH3 —> NH4
B2H6 + 2H- —> 2BH4-
BF3 + F- —> BF4
Al2Cl6 + 2Cl- —> 2AlCl4-
AlF3 + 3F- —> AlF63-
Типичен пример за Люисова киселина в действие е процеса на алкилиране (още известен като реакция на Фриедел-Крафтс). Ключова стъпка е приемането от страна на AlCl3 на Cl- йон от молекулата на RCl при което се отделя тетрахлоралуминатния йон – AlCl4- и се формира електрофилната частица – карбениевият йон – R+.